# جورج باركر (سياسي)
جورج باركر (بالإنجليزية: George Barker)‏ هو سياسي أمريكي، ولد في 24 أغسطس 1951 في إلدورادو في الولايات المتحدة. حزبياً، نشط في الحزب الديمقراطي. وقد انتخب عضو مجلس ولاية فرجينيا.

## وصلات خارجية
- الموقع الرسمي